# Біловський
Біло́вський (рос. Беловский) — селище у складі Троїцького району Алтайського краю, Росія. Адміністративний центр Біловської сільської ради.

## Населення
Населення — 1251 особа (2010; 1630 у 2002).
Національний склад (станом на 2002 рік):
- росіяни — 91 %